# Bundesgesetz (Vereinigte Staaten)

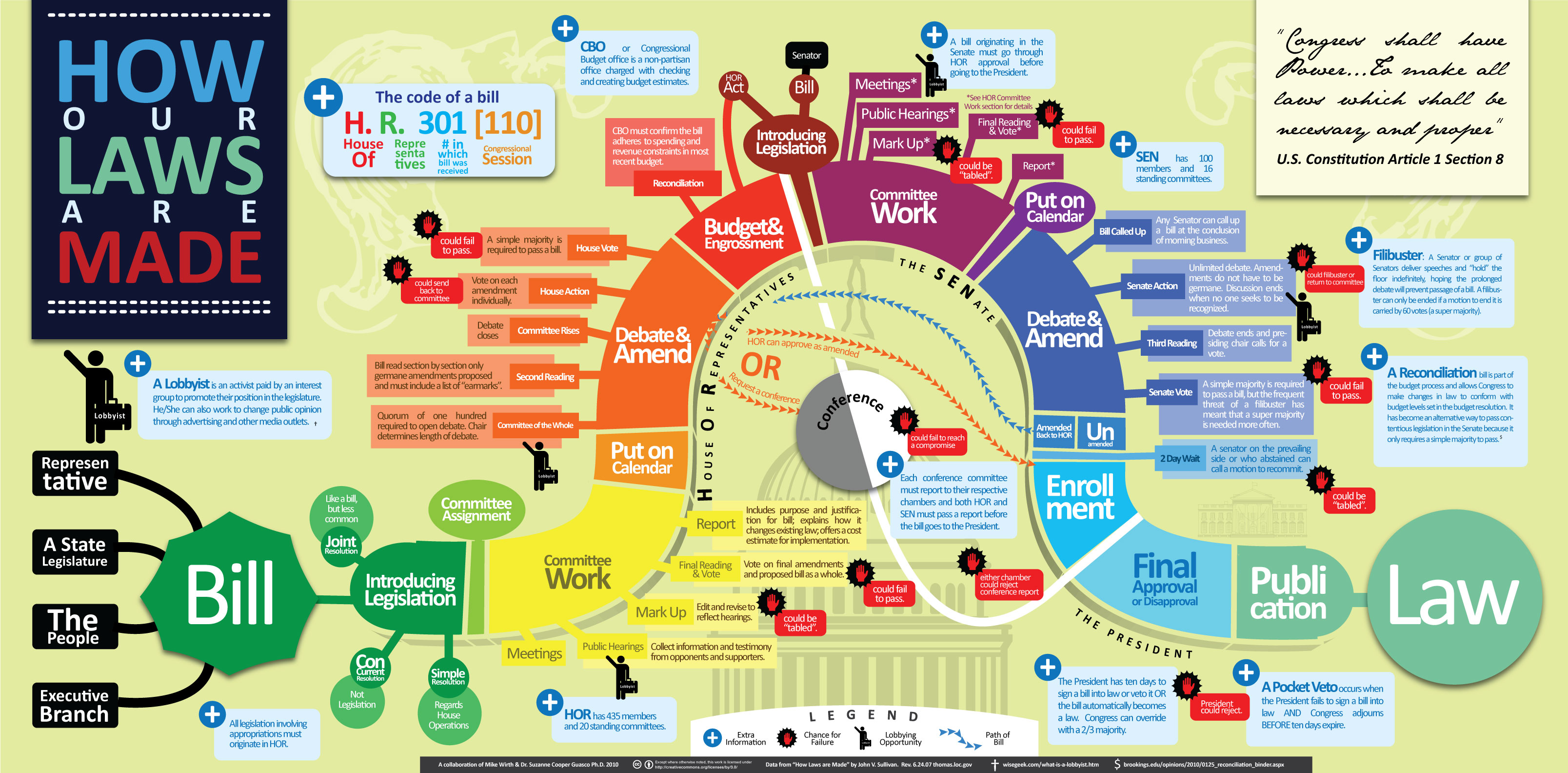
Schematische Darstellung des US-Gesetzgebungsverfahrens

Ein Bundesgesetz (Englisch: Act of Congress) ist in den Vereinigten Staaten ein Gesetz, das von beiden Kammern (also dem Senat und dem Repräsentantenhaus) des Kongresses verabschiedet wurde und danach
1. vom Präsidenten unterzeichnet,
2. vom Präsidenten für zehn Tage (ohne Sonntage zu zählen) nach Verabschiedung ignoriert wurde, während der Kongress tagte, oder
3. vom Kongress noch einmal nach einem präsidialen Veto verabschiedet wurde.

Der Präsident verkündet Bundesgesetze, die durch die ersten beiden Methoden entstanden sind. Wenn das Gesetz durch die dritte Methode entstand, wird es durch den Vorsitzenden der Kammer verkündet, die den Entwurf als letzte verabschiedete.
Entsprechend der Verfassung wird ein verabschiedeter Gesetzesentwurf gültiges Gesetz, wenn der Präsident nicht innerhalb des vorgeschriebenen Zeitraums dem Kongress seine Einwände vorlegt. Sollte der Kongress aber nicht am Ende dieses Zeitraums tagen, ist das Veto endgültig und der Gesetzesentwurf damit nichtig (sogenanntes „pocket veto“). Wenn der Kongress aber am Ende des Zeitraums tagt, kann das Gesetz gegen die Einwände des Präsidenten mit einer Zweidrittelmehrheit in beiden Kammern endgültig verabschiedet werden.
Während der Kongress recht weitgreifende Gesetzgebungskompetenzen hat, dürfen Bundesgesetze die Verfassung nicht verletzen. Jedes Bundesgericht kann Bundesgesetze als verfassungswidrig einstufen und ihre Anwendung verweigern. Dagegen ist Berufung bis hin zum Supreme Court (obersten Gerichtshof) möglich.